# Lacerta yassujica
Lacerta yassujica este o specie de șopârle din genul Lacerta, familia Lacertidae, ordinul Squamata, descrisă de Nilson, Rastegar-pouyani, Rastegar-pouyani și Andrén în anul 2003. Conform Catalogue of Life specia Lacerta yassujica nu are subspecii cunoscute.